# Поповача (город)
Поповача (хорв. Popovača) — город в центральной части Хорватии, в Сисацко-Мославинской жупании, центр одноимённой общины. Население общины — 11 905 человек (2011), население города — 4207 человек. В состав общины, кроме административного центра, входят ещё 12 деревень. Статус города Поповача получила в 2013 году.
Подавляющее большинство населения общины составляют хорваты — 95,7 %.
Город и окрестные деревни находятся в юго-западной части региона Мославина севернее природного парка Лоньско Поле. В 15 км к юго-востоку от Поповачи находится город Кутина, в 25 км к юго-западу — Сисак. Через территорию общины проходит автомагистраль A3 и параллельная ей бесплатная дорога Иванич-Град — Кутина, а также шоссе D36, соединяющее Поповачу и Сисак. В Поповаче есть ж/д станция на линии Загреб — Славонски-Брод.